# Sempan jezik
Sempan jezik (nararapi; ISO 639-3: xse), transnovogvinejski jezik skupine Asmat-Kamoro unutar koje čini posebnu istoimenu podskupinu čiji je jedinio predstavnik. 
Govori ga oko 1 000 ljudi (1987 SIL) iz polunomadskog plemena Sempan na južnoj močvarnoj obali otoka Nova Gvineja u Indoneziji. Srodan mu je kamoro [kgq].

## Vanjske poveznice
- Ethnologue (14th)
- Ethnologue (15th)